# Si jamais j'oublie
Si jamais j'oublie is een nummer van de Franse zangeres Zaz uit 2015. Het is de enige single van haar livealbum Sur la route.
Het nummer is een rustige ballad, die vooral in Franstalig Europa aansloeg. Het bereikte de 11e positie in Frankrijk. Ook in Vlaanderen werd het nummer een klein hitje, met een 3e positie in de Tipparade.